# Arcania: Gothic 4
Arcania: Gothic 4 je čtvrtý díl série akčních her na hrdiny Gothic, který vyšel v říjnu 2010 pro Microsoft Windows a Xbox 360. Jde o první hru ze série, která nebyla vyvinuta studiem Piranha Bytes, nýbrž za ní stojí společnost Spellbound Entertainment.

## Příběh
Příběh se odehrává 10 let po událostech Gothic 3. Bezejmenný hrdina se stal králem Myrthany a přijal jméno Rhobar III. Upevnil vztahy v Myrthaně, vyhnal zbytky skřetů ve vedení s Thorusem a upevnil vztahy s Nordmarskými náčelníky. Jeho armáda vedena generálem Leem o něco později vtrhla do Varantu, který se po smrti Zubena rozpadl na několik samostatných států. Během jednoho roku dobyl Rhobar III. celý Varant a prohlásil se vládcem Minlandu, tedy kontinentu. Dále se zaměřil na Jižní ostrovy, které byly pod Myrthanou, avšak nedávno v bitvě o ostrov zvítězil Ethorn IV. a jeho stoupenci (Páni ze Stewarku aj.) Porazil lorda Trontera a jeho paladiny, čímž byl ostrov osvobozen. Zanedlouho připluly bitevní lodě z Myrthany a ve velké námořní bitvě ztratily ostrovy bitevní vlajkovou loď „Slza ze Setariffu“. Při cestě se však Rhobarovi zatemní mysl a stane se pouze stínem někdejší slávy. Generálové Lord Hagen a Lee jsou pověřeni dobytím ostrovů, zatímco sám Rhobar sedí na trůnu v Thorniaře. Lord Hagen postupuje na západ, na město Stewark a generál Lee vyráží k Setariffu.